# Mistrovství Evropy v judu 1971
Mistrovství Evropy se konalo v Göteborgu, Švédsko 20.-21. května 1971.

## Výsledky
| Kategorie | Zlato                      | Stříbro                      | Bronz                 | Bronz                      |
| --------- | -------------------------- | ---------------------------- | --------------------- | -------------------------- |
| -63 kg    | Jean-Jacques Mounier (FRA) | Šengeli Picchelauri (URS)GEO | Ferenc Szabó (HUN)    | Karl-Heinz Werner (GDR)    |
| -70 kg    | Rudolf Hendel (GDR)        | Antoni Zajkowski (POL)       | Pierre Guichard (FRA) | Valerij Dvojnikov (URS)RUS |
| -80 kg    | Guy Auffray (FRA)          | Guram Gogolauri (URS)GEO     | Brian Jacks (GBR)     | Patrick Clément (FRA)      |
| -93 kg    | Helmut Howiller (GDR)      | Vladimir Pokatajev (URS)RUS  | Peter Snijders (NED)  | Ernst Eugster (NED)        |
| +93 kg    | Wim Ruska (NED)            | Valentin Guțu (URS)MDA       | Alfred Meier (FRG)    | Givi Onašvili (URS)GEO     |